# Le Hohwald
Le Hohwald es una localidad y  comuna francesa situada en el departamento de Bajo Rin, en la región de Alsacia. Tiene una población de 386 habitantes (según censo de 1999) y una densidad de 19 h/km².

## Demografía
| 465 | 480 | 461 | 402 | 360 | 386 |
| Para los censos de 1962 a 1999 la población legal corresponde a la población sin duplicidades (Fuente: INSEE [Consultar]) |     |     |     |     |     |